# Eclissi solare del 14 novembre 2031
L'eclissi solare del 14 novembre 2031 è un evento astronomico che avrà luogo il suddetto giorno attorno alle ore 21:07 UTC.